# Hoplia golovjankoi
Hoplia golovjankoi är en skalbaggsart som beskrevs av Jacobson 1914. Hoplia golovjankoi ingår i släktet Hoplia och familjen Melolonthidae. Inga underarter finns listade i Catalogue of Life.